# Whiteshell Provincial Park
Der Whiteshell Provincial Park ist ein 2752,1 km² großer Park im Südosten der kanadischen Provinz Manitoba, welcher innerhalb des Systems der Provincial Parks in Manitoba der Kategorie „Natural Park“ zugeordnet wird.
Der Trans-Canada Highway führt am Falcon Lake und am West Hawk Lake entlang, doch erreicht man den Park auch über die Provincial Road 307 an den Seven Sisters Falls und über den Provincial Trunk Highway 44 bei Rennie.
Die wichtigsten Seen sind neben dem Falcon und dem West Hawk Lake der Caddy, der Brereton, der War Eagle und der Jessica Lake sowie Green und White Lake und Big Whiteshell, Betula, Nutimik, Dorothy, Eleanor und Star Lake. Schwer zugänglich sind George, Crowduck und Horseshoe Lake.
Richtung Norden schließt sich der Nopiming Provincial Park an.
Die gesamte Region, die aus Provinzparks und Traditionellen Territorien der im Grenzraum zwischen Ontario und Manitoba ansässigen First Nations besteht, sollte durch einen Antrag von 2012 Anerkennung als Welterbe finden. Dazu haben sich die in Ontario ansässige Pikangikum First Nation und die in Manitoba lebenden First Nations vom Poplar River (am Winnipegsee), Pauingassi und Little Grand Rapids zusammengeschlossen. Teil der Initiative sind darüber hinaus der Woodland Caribou Park, das Ontario Ministry of Natural Resources und Manitoba Conservation. Die First Nations von Ontario der Wabaseemoong, der Grassy Narrows und Lac Seul sind wiederum Partner des Woodland-Caribou-Parks.

## Geschichte

### Frühgeschichte

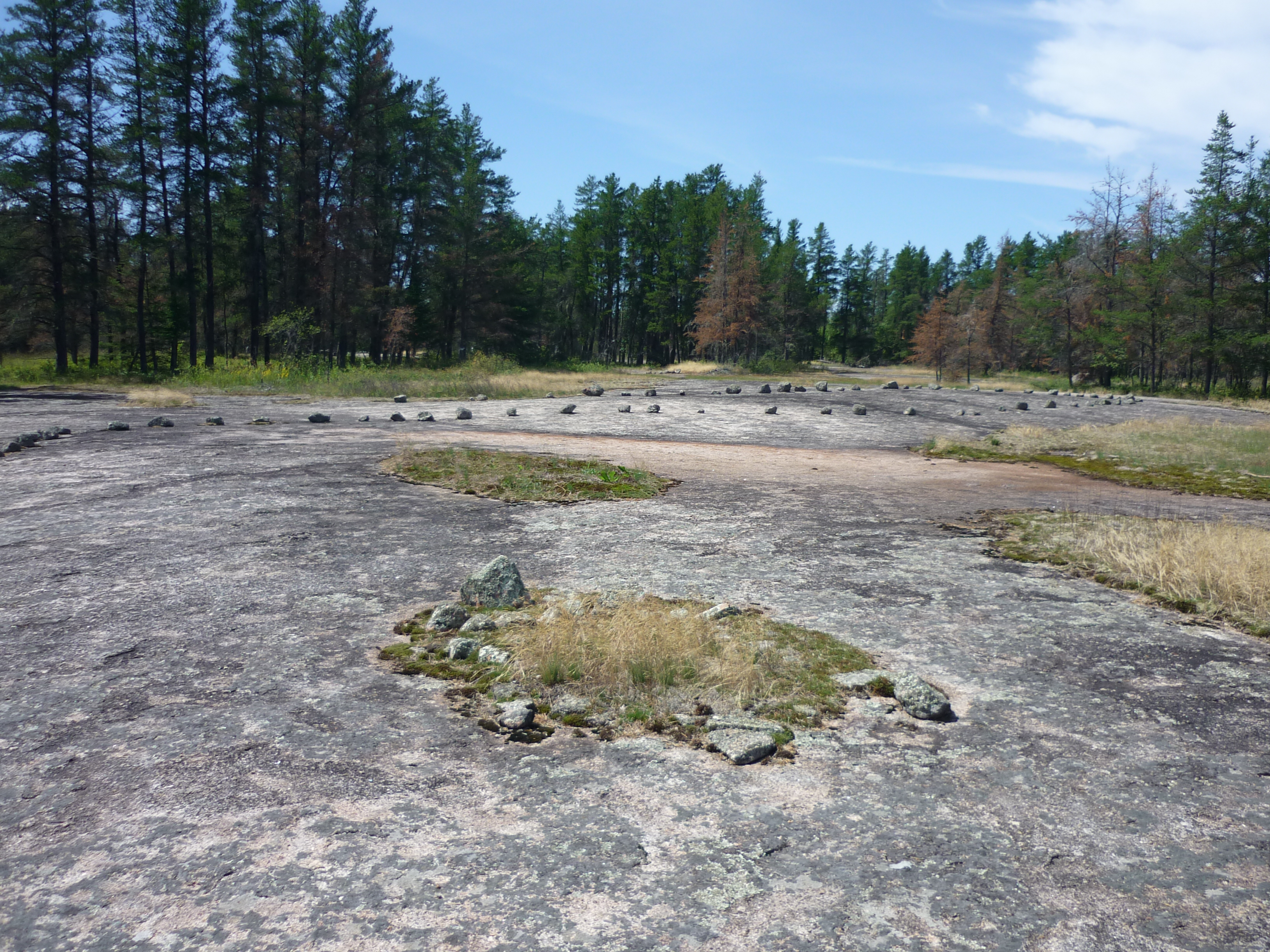
Petroforms

Verschiedene Kulturen lassen sich im Gebiet anhand von Projektilspitzen, Kratzern und sonstigen Geräten und Waffen nachweisen, zuletzt solchen der Ojibway oder Anishinabe. Einige der Artefakte befinden sich im Museum am Nutimik Lake, im Westen des Parks. Indianer lebten hier seit mindestens 4000 v. Chr. Sie jagten, fischten und handelten in weiträumigen saisonalen Wanderungen. Ihre Kultur war durch Wildreis gekennzeichnet (Psinomani-Kultur). Mittels Kanus bewegten sie sich vor allem auf dem Winnipeg und dem Whiteshell River.
Zahlreiche archäologische Spuren finden sich als sogenannte Petroforms, also als von Menschen angeordnete Steingruppen, im Park verstreut. Oftmals in Form von Schlangen, Schildkröten, aber auch menschenförmig oder in Form von geometrischen Mustern angeordnet, haben sie für die First Nations noch heute große Bedeutung. Sie spielten eine Rolle bei geistigen Heilungen, wie etwa durch die Midewiwin, die Grand Medicine Society (Große Medizingesellschaft) der Anishinabe. Wegen dieser Zuordnung werden sie als Ojibway Mosaics bezeichnet.
Der Name Whiteshell geht auf kleine, heilige Muscheln zurück, durch die, so die Mythologie, der Schöpfer den ersten Menschen Leben eingehaucht hat. Sie sind daher Symbole für den Schöpfer und zugleich für den Lebensweg und sind von Bedeutung für Initiations- und Heilungsrituale. Die Parkverwaltung fordert daher Besucher dringend auf, sie nicht zu berühren und die in abgelegenen Gebieten gefundenen Petroforms den Mitarbeitern zu melden.
Im Gebiet des Parks wurde Quarz abgebaut, mit Werkzeugen und Kupfer wurde Handel betrieben.

### Erste Europäer, Anishinabe verdrängen Cree
1733 kam als erster Europäer der Franzose Louis-Joseph Gaultier de La Vérendrye in die Region. Er hatte den Whiteshell River, la rivière Pichikoka, als Alternativroute zum Winnipeg gewählt und am heutigen Opapiskaw-Zeltplatz gerastet, wo Cree ein Fischwehr errichtet hatten. Die Cree zogen um 1800 aus dem Gebiet fort nach Norden und Westen, und Anishinabe von den Großen Seen nahmen das verlassene Gebiet in Besitz.

### Eisenbahnverbindung, Goldfunde
Ab 1877 entstand eine Eisenbahnverbindung, die Canadian Pacific Railway, die ab 1883 Winnipeg und Fort William verband. An der Strecke entstand Rennie, wo die Lokomotiven Kohle und Wasser aufnahmen. Rund 25 Jahre später folgte eine zweite Eisenbahnlinie durch den späteren Park, die Canadian National Railway. Goldfunde bei Keewatin lösten einen Goldrausch aus, der Prospektoren an den Falcon, den Star und den West Hawk Lake lockte. Versuche, Landwirtschaft zu betreiben, scheiterten überwiegend am wenig geeigneten Boden.

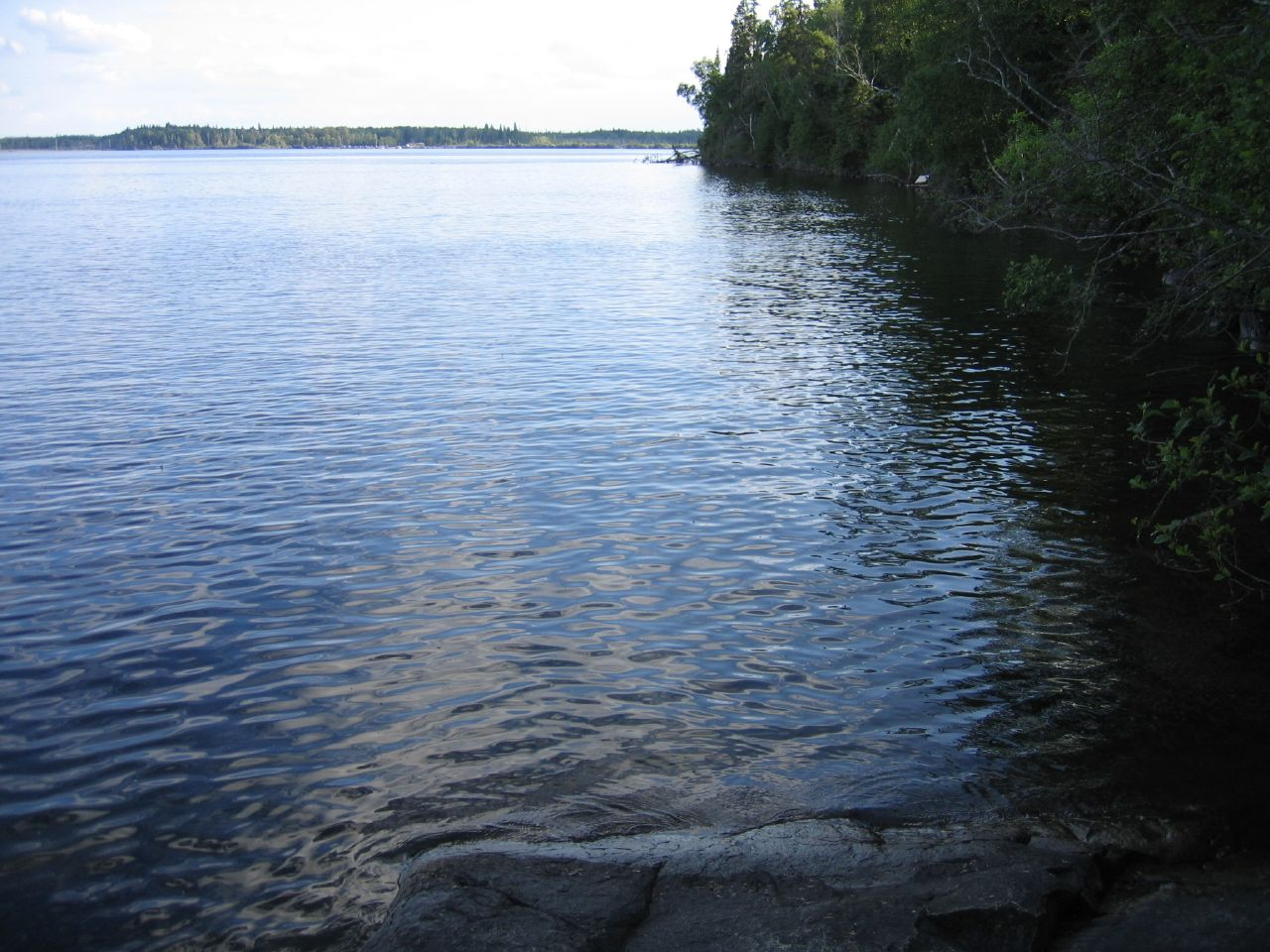
Falcon Lake

### Gescheiterter Nationalpark, Tourismus, Provinzpark
Als 1919 ein geeignetes Gebiet für einen Nationalpark im Osten Manitobas gesucht wurde, wurde auch das Whiteshell-Gebiet vorgeschlagen, doch jahrelang kam es zu keiner Entscheidung. Zehn Jahre später sollten sowohl der spätere Riding-Mountain-Nationalpark als auch das Whiteshell-Gebiet zu Nationalparks erhoben werden, doch die Regierung von Manitoba lehnte 1929 zwei Nationalparks in der Provinz ab.
Seit den 1920er Jahren nahm der Tourismus in der Region zu, zunächst entlang der Schienenstränge der Canadian Pacific und der Canadian National. Damit rückten die Regionen um Brereton, Nora und Florence Lake sowie die um West Hawk und Falcon Lake in das Blickfeld der Besucher. Die Regierung in Ottawa trat zahlreiche Rechte 1930 an Manitoba ab und so entstand 1931 ein Schutzgebiet namens Whiteshell Forest Reserve in der Regie der Provinz.
Während der Weltwirtschaftskrise errichteten arbeitslose Männer Straßen, wie 1937 die Straße nördlich von Rennie, vorbei an Brereton, Red Rock, Jessica und White lake bis zum Big Whiteshell Lake. Die Überwachung der Waldbrände übernahm bis dahin die Royal Canadian Air Force sowie Kanupatrouillen. Nun kamen Beobachtungstürme hinzu, ein Telefonnetz, später ein computergestütztes Wetterwarnnetz, Flugzeuge und Hubschrauber sind mit GPS ausgestattet. 1961 erhielt das Gebiet den Status eines Provinzparks, womit Bau- und sonstige Nutzungsmaßnahmen Beschränkungen unterworfen wurden.

## Museen und Interpretive centres

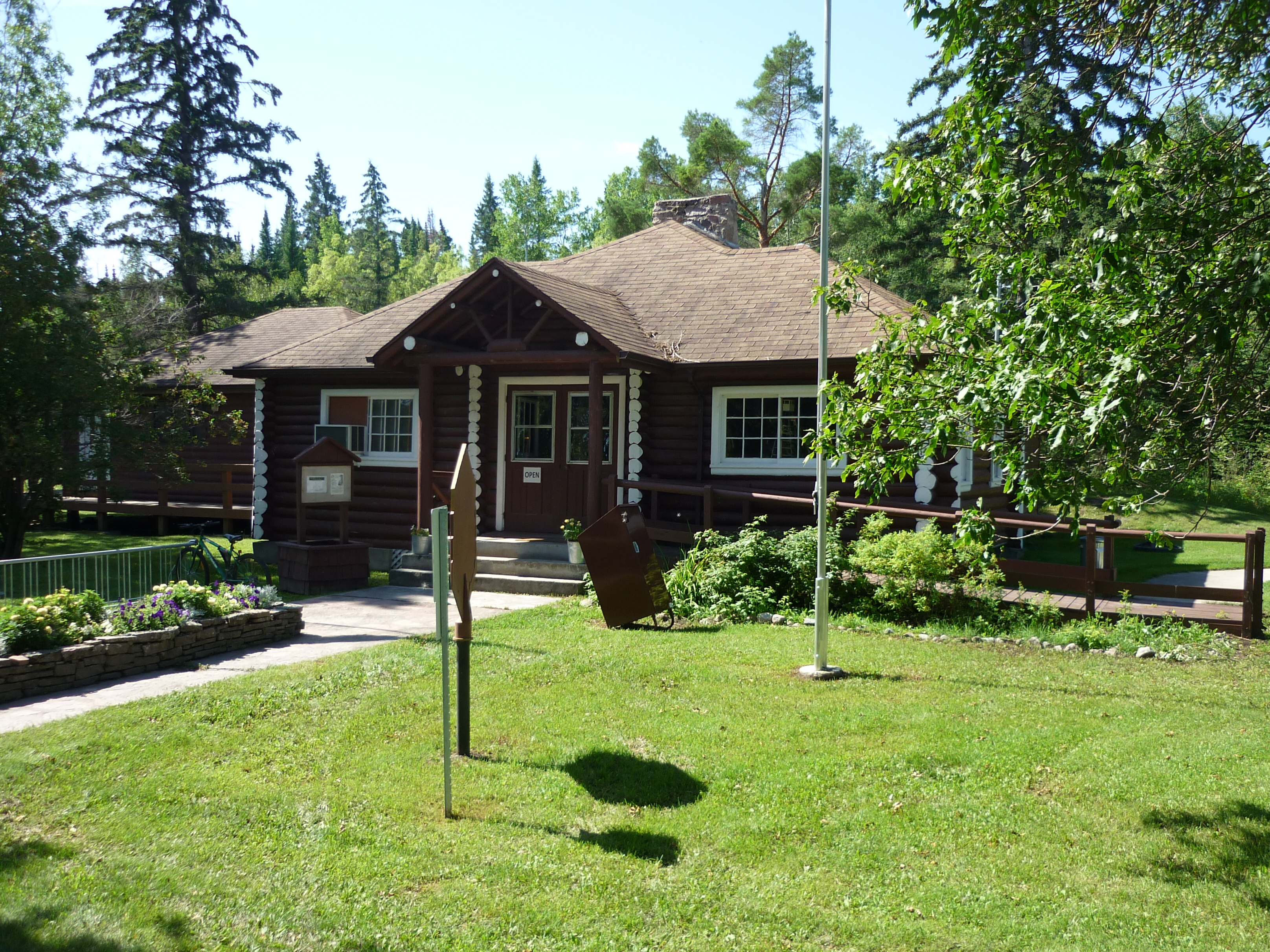
Das Naturgeschichtliche Museum des Parks

Der historischen und biologischen Bedeutung des Gebiets an der Grenze nach Ontario und den USA sind mehrere Museen und Interpretive centres gewidmet. Das Whiteshell Natural History Museum wurde 1960 in einer Blockhütte am Nutimik Lake eröffnet. Wie häufig in Nordamerika werden frühgeschichtliche und ethnologische Artefakte den naturkundlichen Museen zugeordnet. Das Haus bietet dementsprechend neben Objekten und Ausstellungen zu Flora und Fauna auch solche zu den First Nations, wie etwa zu Petroformen. Dazu gehören auch Führungen zur nahe gelegenen Bannock Point petroform site.
Das Whiteshell Trappers Museum entstand 1997 und entspricht baulich einem Blockhaus aus der Phase des Pelzhandels. Es ist den Fallenstellern oder Trappern gewidmet und befindet sich auf dem Gelände des Alf Hole Goose Sanctuary and Interpretive Centre, das sich an der Provinzstraße 44 östlich von Rennie befindet. Dieses widmet sich dem Schutz der Kanadagänse, bietet den Besuchern daher auch Beobachtungsmöglichkeiten und Informationen zur Geschichte des Hauses sowie Führungen. Es geht auf vier verwaiste Gänse zurück, die Alf Hole 1939 fand.
Der Geologie der Region widmet sich das West Hawk Museum, insbesondere dem durch einen rund 350 Millionen Jahre zurückliegenden Meteoriteneinschlag geformten West Hawk crater, der einen Durchmesser von rund 2,5 km und eine Tiefe von bis zu 110 m aufweist, aber auch der Goldsuche.
Schließlich unterrichtet das Whiteshell Fish Hatchery Interpretive Centre über die Aktivitäten der Fischzucht.

## Flora und Fauna

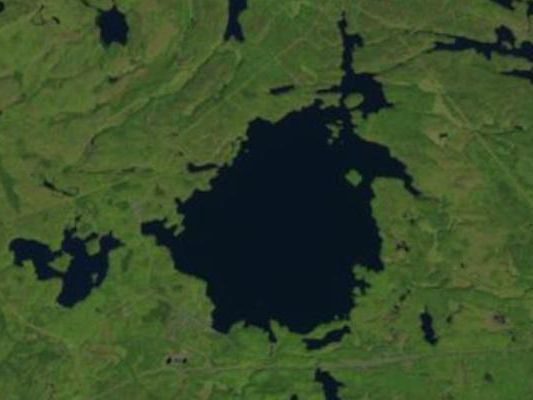
Satellitenbild des West-Hawk-Sees

Neben Schwarzbären und Elchen, Wölfen und Luchsen sowie Fledermäusen leben zahlreiche andere Säugetiere im Park.